# Hillary Anne Ripps
Hillary Anne Ripps (* vor 1966) ist eine US-amerikanische Filmproduzentin.

## Leben und Werk
Nach ihrem Abschluss 1966 am Harcum College in Bryn Mawr, Pennsylvania wurde Hillary Anne Ripps Assistentin des Filmproduzenten Jon Peters. In dieser Funktion arbeitete sie unter anderem an dem Film Wahnsinn ohne Handicap.
1987 gründete Hillary Anne Ripps zusammen mit Jonathan Sanger und Jana Sue Memel die Filmproduktionsfirma Chanticleer Films, die unter anderem elf Filme produzierte, die zwischen 1988 und 1996 für einen Oscar nominiert wurden, alle in der Kategorie Bester Kurzfilm. Bei acht dieser Filme, darunter bei allen drei, die einen Oscar bekamen (Ray’s Male Heterosexual Dance Hall, Session Man und Lieberman in Love) war sie in leitender Rolle an der Produktion beteiligt. Selbst nominiert wurde sie allerdings nur bei der Oscarverleihung 1991 für 12:01 PM. Hillary Anne Ripps gehört der Academy of Motion Picture Arts and Sciences an. Als die Academy 1992 vorschlug, ab 1994 die Kategorie Bester Kurzfilm abzuschaffen, schrieben Hillary Anne Ripps und andere eine 91 Seiten lange Abhandlung, mit der sie sich erfolgreich gegen diese Pläne wehrten.

## Filmografie (Auswahl)

### Filme
wenn nicht anders angegeben als Associate Producer
- 1979: Was, du willst nicht? (The Main Event, als Produktionsassistentin)
- 1980: Wahnsinn ohne Handicap (Caddyshack, als Produktionsassistentin)
- 1982: Ein Hauch von Glück (Six Weeks)
- 1983: Yentl (als Koordinatorin der Postproduktion)
- 1987: Ray’s Male Heterosexual Dance Hall
- 1990: 12:01 PM (als Executive Producer)
- 1991: Session Man
- 1991: Birch Street Gym
- 1994: On Hope
- 1995: Blackbird (Down Came a Blackbird)
- 1995: Tuesday Morning Ride
- 1995: Lieberman in Love (als Produzentin)
- 1995: Im Auge des Sturms (The Right to Remain Silent)
- 1996: Little Surprises